# Ермаков, Вадим Викторович
Вадим Викторович Ермаков (3 сентября 1939, Иркутск — 10 апреля 2025, Москва) — советский и российский учёный-биогеохимик. Заслуженный деятель науки Российской Федерации (2003), лауреат премии имени А. П. Виноградова (2014), доктор биологических наук (1987).

## Биография
Родился 3 сентября 1939 в Иркутске.
В 1962 году — окончил физико-математический факультет Читинского государственного педагогического института (университета).
В 1966 году - окончил аспирантуру по специальности «биогеохимия» в Институте геохимии и аналитической химии им. В. И. Вернадского РАН
В 1967 году — защитил кандидатскую диссертацию, тема: «Биогеохимическая провинция Тувы».
В 1987 году — защитил докторскую диссертацию, тема: «Биологическая трансформация хлорорганических и ртутьсодержащих пестицидов».
С 1989 по 2020 годы — заведующий лабораторией биогеохимии окружающей среды Института геохимии и аналитической химии имени В. И. Вернадского РАН.
С 2021 года — главный научный сотрудник ГЕОХИ РАНю
Скончался 10 апреля 2025 года на 86-м году жизни.

## Научная и общественная деятельность
Ведущий учёный в области биогеохимии континентов и геохимической экологии.
В начале 70-х годов впервые выявил связь дефицита селена в растениях и организме животных с проявлением беломышечной болезни животных, что послужило основой широкой профилактики данного заболевания.
На основе биогеохимических параметров локальных и региональных циклов макро- и микроэлементов он предложил биогеохимические критерии оценки зон экологического бедствия и кризиса в рамках программы «Экологическая безопасность России», новую концепцию экологической оценки наземных экосистем и классификацию биогеохимических провинций.
Автор около 300 работ, патентов, в том числе ряд монографий, среди которых: «Газохроматографические методы определения пестицидов в биологических объектах» (1972), «Биологическое значение селена» (1974, совместно с В. В. Ковальским), «Геохимическая экология животных» (2008, совместно с С. Ф. Тютиковым) и др.
Подготовил и читал курс «Теоретические основы прогрессивных технологий» на кафедре общей и неорганической химии Московского технологического института пищевой промышленности.
Читал спецкурс «Экологические основы биогеохимии» для студентов и магистратов геологического факультета МГУ.
Организатор международной школы «Геохимическая экология и биогеохимического изучение таксонов биосферы» и ежегодных научных чтения памяти своего учителя выдающегося ученого Виктора Владиславовича Ковальского.
Принимал участие в подготовке документа ВОЗ «Гигиенические критерии сохранения окружающей среды. № 58. Селен».
Член Ученого совета ГЕОХИ РАН и двух диссертационных советов.
По его инициативе в этом институте издается международный научный журнал «Проблемы биогеохимии и геохимической экологии» с 2006 года.
Член редакционного совета журналов «Ecologica» (Сербия) и «Геохимия» (Россия), «Исследование живой природы Кыргызстана».

## Основные публикации
- Ермаков В. В. Газохроматографическое определение пестицидов в биологических объектах. М.: Наука, 1972. 180 с.
- Ермаков В. В., Ковальский В. В. Биологическое значение селена. М.: Наука, 1974. 300 с.
- Ермаков В. В., Таланов Г. А., Федотова В. И. Методы определения некоторых химических элементов и их максимально допустимый уровень в кормах сельскохозяйственных животных. Челябинск, 1988. 165 с.
- Акопова В. А., Ермаков В. В. и др. Экология человека в сурьмяном биогеохимическом регионе. Фрунзе, 1991. 167 с.
- Башкин В. Н., Евстафьева И. В., Ермаков В. В. и др. Биогеохимические основы экологического нормирования. М.: Наука, 1993. 300 с.
- Дженбаев Б. М., Мурсалиев А. М., Ермаков В. В., Аденов Д. А. Биогенные химические элементы и селеновый статус. Бишкек, 1999. 90 p.
- Ермаков В. В., Тютиков С. Ф. Геохимическая экология животных. — М.: Наука, 2008. — 312, [3] с. — ISBN 978-5-02-035576-7.
- Доржиев Г. Д., Дремина Г. А., Ермаков В. В. и др. Природные минералы Забайкалья в обеспечении сохранения и поддержания здоровья животных. Улан-Удэ: изд-во БГСХА им. В. Р. Филиппова, 2011. 171 с.
- Ермаков В. В., Карпова Е. А., Корж В. Д., Остроумов С. А. Инновационные аспекты биогеохимии /Отв. ред. М. А. Федонкин, С. А. Остроумов. М.: ГЕОХИ РАН, 2012. 345 с.
- Ермаков В. В., Тютиков С. Ф., Сафонов В. А. Биогеохимическая индикация микроэлементозов. М.: издание РАН, 2018. 386 с.
- Ермаков В. В. Стронций в биосфере. Новосибирск: Академиздат, 2023. 168 с.
- Jovanović L., Ermakov V., Ostroumov S. Second International Thematic Monograph THE ROLE OF GREEN ECONOMY TRANSITION IN GREEN GROWTH AND ENVIRONMENTAL PROTECTION. Belgrade: Academic editions / Akademska izdanja, Zemun, 2023. 268 p.

## Награды
- Премия имени А. П. Виноградова (2014) — за серию научных работ «Геохимическая экология — фундаментальная основа изучения генезиса и эволюции биогеохимических провинций и эндемий России»
- Заслуженный деятель науки Российской Федерации (2003)
- Почётный профессор Семипалатинского государственного педагогического института
- Иностранный член-корреспондент Академии ветеринарной медицины (Барселона)
- Академик Сербской академии инновационных наук (Белград)
- Золотая медаль «Никола Тесла» (Белград, 2011 г.)
- Золотая медаль «Михаил Пупин» (Белград, 3.12.2011)
- Медаль «Памятный знак в честь 90-летия Национальной Академии наук Беларуси» (2.10.2019)
- Почётная золотая медаль Шакарима Университета Семей (Казахстан, г. Семипалатинск),
- Почётный академик национальной АН Кыргызской Республики (Постановление Общего собрания НАН Кыргызской Республики № 3 от 10 ноября 2023 г.)